# Castanyer de Can Cuc
El Castanyer de Can Cuch o Castanyer Gros de la Casa del Bosc (Castanea sativa) és un arbre monumental situat a l'indret de la Baga d'en Cuc (a 780 msnm) en el terme municipal de Cànoves i Samalús (el Vallès Oriental), el qual és l'arbre més gruixut de tot Catalunya amb diferència.

## Dades descriptives
- Perímetre del tronc a 1,30 m: 13 m.
- Perímetre de la base del tronc: 20,66 m.[1]
- Alçada: 15 m.
- Amplada de la capçada: 17,50 m.
- Altitud sobre el nivell del mar: 786 m.

## Entorn
Es localitza a la vall de la riera de Vallfornès, tributària del riu Mogent, la capçalera del qual s'inicia al sector meridional de la Calma (un dels llocs més feréstecs del Montseny), dins la finca de Can Cuc. El paisatge dominant és un alzinar muntanyenc, amb predomini d'alzina acompanyada per algun cirerer de bosc, castanyers afeblits i algun freixe. Destaca la presència d'algun rebrot de gatell i poll negre. A l'estrat herbaci, hi ha ortiga, trèvol pudent, corniol, maduixer de bosc, colitx, esbarzer, rogeta, falguera, vidalba i galzeran.

## Aspecte general
L'estat general del brancatge i el fullatge és regular. Presenta una gran cavorca, que amb el pas dels anys s'ha anat buidant (amb l'ajuda d'alguna llampada, d'un incendi accidental esdevingut el 1936 -que va cremar-ne el tronc principal durant tres dies i tres nits- i d'un altre provocat els anys vuitanta). A més, sembla que el castanyer no gaudeix de les aportacions hídriques que necessita. L'entorn, tot i estar ben mantingut per la família propietària, pateix el trepig continuat de corrues de curiosos que al llarg de l'any hi desfilen. Algun any la producció de castanyes ha fracassat, cosa que preocupa per si es tracta de la manifestació d'alguna fitopatologia no identificada.

## Curiositats
L'any 1960, un carboner va aprofitar la seua cavorca per instal·lar-s'hi durant un any i mig, la qual cosa dona una idea de la magnitud de l'interior de l'arbre. Aquest tipus de castanyer de tanta envergadura de soca pertany al grup dels arbres llavorers, la funció dels quals ha estat la producció de castanyes. És considerat per la Generalitat de Catalunya com a Arbre Monumental.